# Tamiasciurus
Tamiasciurus és un gènere de rosegadors esciüromorfs de la família dels esciúrids. Inclou tres espècies d'esquirols autòctons dels boscos de Nord-amèrica.

## Taxonomia
Se'n coneixen tres espècies.
- Tamiasciurus douglasii
- Tamiasciurus hudsonicus
- Tamiasciurus mearnsi (abans inclosa en T. douglasii)